# Arasu
Arasu è un film del 2007, diretto da Mahesh Babu.

## Trama
Shivaraj Aras è un indiano non residente che è contento di spendere i soldi di suo padre. Gli viene consigliato di tornare in India dal suo manager Ramanna per dirigere le società in progresso che guida. Una volta in India, Aras trova difficile adattarsi alla vita mediocre guidata dalle persone. Si innamora della figlia di Ramanna Shruthi e propone il matrimonio con lei che rifiuta, sfidandolo a guadagnare almeno 5.000 per un mese per conto suo prima che possa pensare di considerare la sua proposta e fare un'osservazione caustica sulla compagnia. Ciò fa sobbalzare Aras che accetta la sfida abbandonando l'azienda e va alla ricerca di un lavoro.
Ora sulle strade senza una sola torta in tasca Shivaraj lotta duramente. Lui continua a dire che avrebbe dato in eccesso di quello che prende per riempire la sua fame inizialmente. L'albergatore sente di aver perso l'equilibrio mentale. Trova una vecchia signora che vende banane. Ripete lo stesso e mangia due banane e promette Rs. 200.000 per la vecchia signora dopo il mese. A questo punto trova una ragazza normale Aishwarya. Il potere muscolare di Shivaraj quando i mordiciattoli la attaccano guadagna un buon nome. Shivaraj trova anche un lavoro come rappresentante di vendita nel negozio di sari dove lavora Aishwarya. Trova un posto dove vivere nella piccola stanza di Aishwarya. Aishwarya diventa molto comprensivo e Shivaraj decide di rimanere in casa per un mese. Shivaraj dorme sul pavimento e il suo comportamento meraviglioso e l'enorme aiuto per le persone nella sua colonia gli danno una posizione comoda. Deve molto per Sruthi per la sua osservazione che ha cambiato il suo stile di vita ed è estremamente felice con Aishwarya per averlo supportato nel conoscere le dure realtà della vita.
Ora la fase tre del film dopo l'intervallo! A Shivaraj è piaciuto immensamente da Aishwarya in questo mese. D'altra parte, Sruthi è anche innamorato di Shivaraj e pronto a sposarlo. Sruthi e Aishwarya sono ovviamente ottimi amici. Shivaraj non sa che Aishwarya è innamorato di lui ma Aishwarya dichiara a Shruthi che è innamorata di Shivaraj che la sorprende. Ora Sruthi decide di abbandonare il suo amore per amore della sua amica Aishwarya. D'altra parte Aishwarya, sapendo che Sruthi è pronto per il matrimonio con Shivaraj, si fa avanti anche per il sacrificio del suo amore. Non sapendo cosa fare l'intelligente Shivaraj fa un passo audace. Senza rivelare la sua decisione, convince sia per il matrimonio con due dei suoi buoni amici Darshn e Aditya. Sia Sruthi che Aishwarya vengono ingannati con la tattica di Shivaraj. È qui che anche il pubblico rimane sconcertato.
Due buoni amici Darshan e Aditya hanno accettato di trovare una ragazza per Shivaraj. In viene Shriya che dice "ILY" a Shivaraj.

## Colonna sonora
1. Puneeth Rajkumar, Suchitra – Baaro Baaro
2. Mahalakshmi Iyer – Eko Eno
3. Harini Sudhakar, Karthik – Kannu Kannugalu seri
4. Kunal Ganjawala – Ninna Kandakshana
5. Blaaze, Ranjith – No Tension
6. K. S. Chitra, Karthik – Preethi Preethi